# Phaonia metallica
Phaonia metallica är en tvåvingeart som beskrevs av Zielke 1970. Phaonia metallica ingår i släktet Phaonia och familjen husflugor.
Artens utbredningsområde är Zimbabwe. Inga underarter finns listade i Catalogue of Life.